# Euxoa cashmirensis
Euxoa cashmirensis là một loài bướm đêm thuộc họ Noctuidae. Nó được tìm thấy ở Kashmir. The current status of the species needs further study.

## Hình ảnh

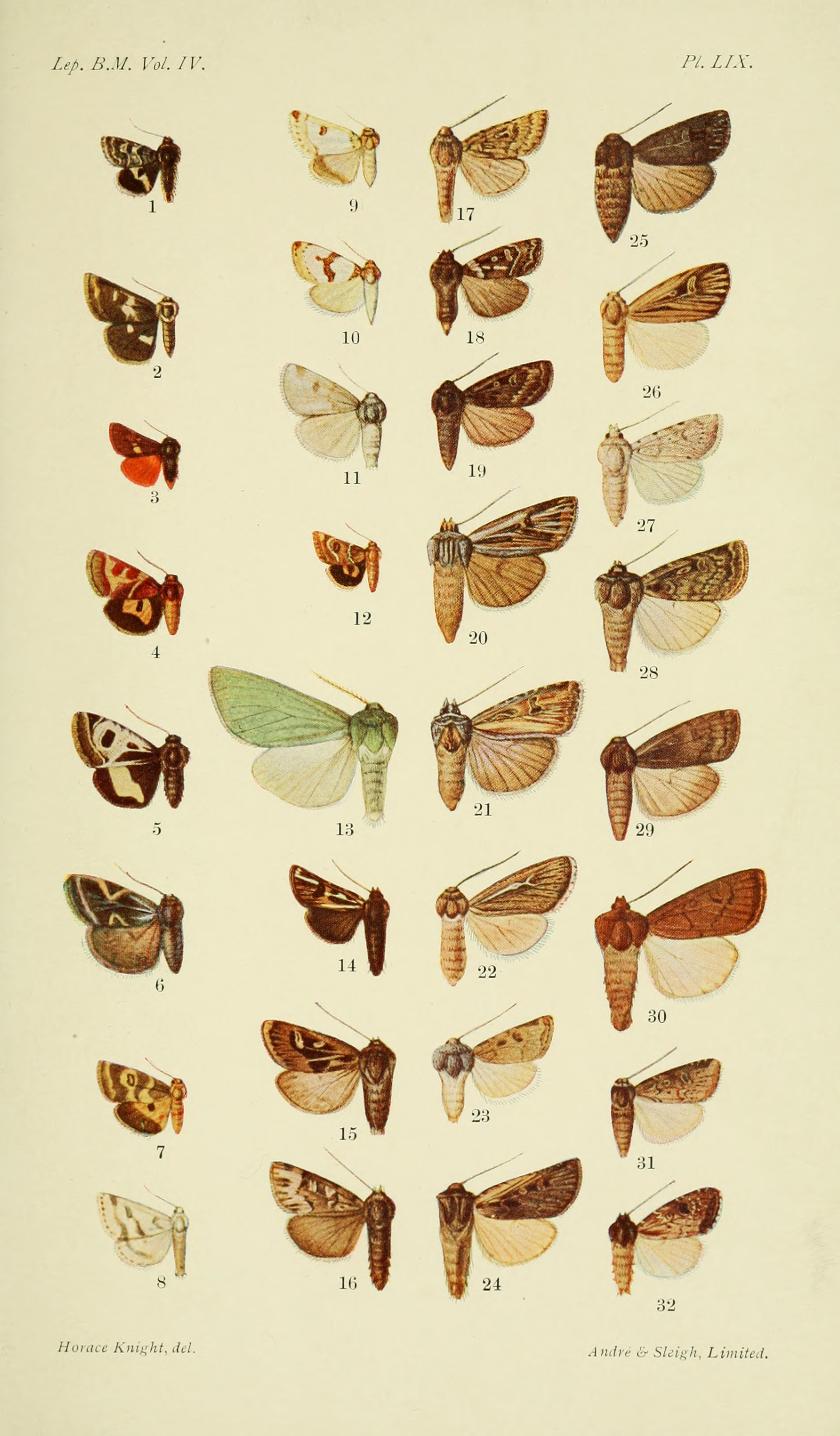
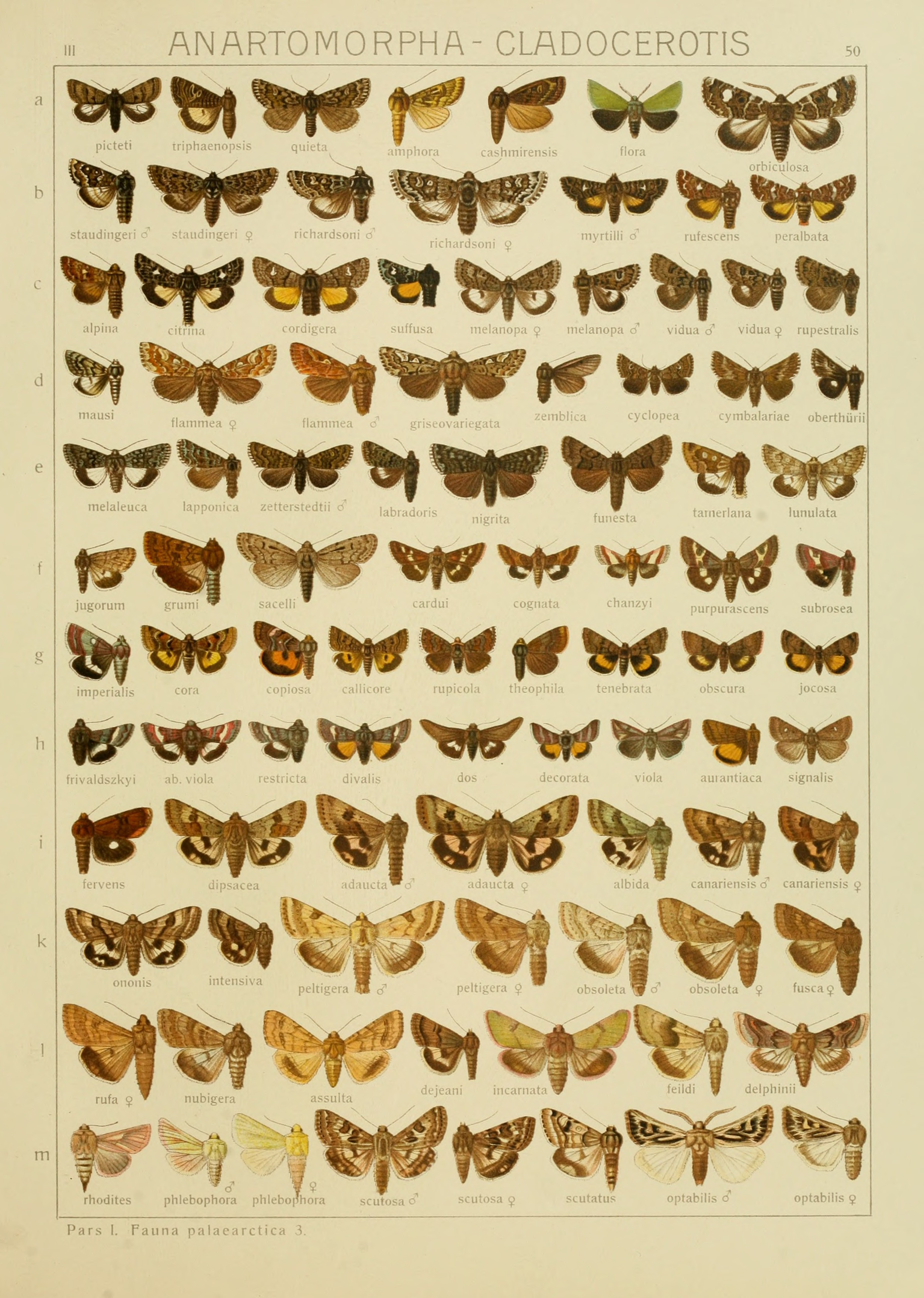